# Bački Petrovac
Bački Petrovac je gradić i centar istoimene općine u Južnobačkom okrugu, u Vojvodini, Srbija. 
Centar je i nacionalne zajednice bačkih Slovaka. Po posljednjem službenom popisu stanovništva iz 2002. godine, općina Bački Petrovac imala je 14.681 stanovnika, raspoređenih u 4 naselja - Bački Petrovac, Gložan, Kulpin i Maglić.

Etnički sastav 1910
|  | Slovaci | Židovi | Srbi |  |
|  | ------- | ------ | ---- |  |
|  | 7335    | 107    | 40   |  |

Nacionalni sastav:
- Slovaci - 9.751 (66,41%)
- Srbi - 3.779 (25,74%)
- Jugoslaveni - 293 (1,99%)
- Hrvati - 120 (0,81%)
- ostali - 282 (1,92%)
- nacionalno neizjašnjeni - 254 (1,73%)
- regionalno izjašnjeni - 24 (0,16%)
- nepoznato - 178 (1,24%)

## Šport
- FK Mladost Bački Petrovac, nogometni klub

## Vanjske poveznice
- Slubene stranice općine Bački Petrovac